# Kōsuke Ōta (Fußballspieler, 1982)
Kōsuke Ōta (japanisch 太田 康介 Ōta Kōsuke; * 26. Oktober 1982 in Saitama, Präfektur Saitama) ist ein ehemaliger japanischer Fußballspieler.

## Karriere
Kōsuke Ōta erlernte das Fußballspielen in der Schulmannschaft der Urawa Higashi High School und der Universitätsmannschaft der Chūō-Universität. Seinen ersten Vertrag unterschrieb er 2005 beim Saitama SC. 2007 wechselte er zum Drittligisten Yokogawa Musashino. 2010 wechselte er zum Ligakonkurrenten FC Machida Zelvia. Am Ende der Saison 2011 stieg der Verein in die zweite Liga auf. Am Ende der Saison 2012 stieg der Verein wieder in die Japan Football League ab. 2014 wechselte er zum Drittligisten Zweigen Kanazawa. 2014 wurde er mit dem Verein Meister der dritten Liga und stieg in die zweite Liga auf. 2018 wechselte er nach Imabari zum Viertligisten FC Imabari. Für Imabari stand er 46-mal in der Liga auf dem Spielfeld. 2020 nahm ihn Ligakonkurrent ReinMeer Aomori FC unter Vertrag. Mit dem Verein aus Aomori spielte er 15-mal in der vierten Liga. Am 1. Februar 2021 beendete er seine Karriere als Fußballspieler.

## Erfolge
Zweigen Kanazawa
- J3 League: 2014